# Sergio Marchionne
Sergio Marchionne (17. června 1952, Chieti, Itálie – 25. července 2018, Curych, Švýcarsko) byl italský vrcholový manažer, generální ředitel automobilové skupiny Fiat Chrysler Automobiles.

## Život
Marchionne se narodil v italském Chieti. Jeho otec, Concezio Marchionne pocházel z nedalekého Cugnoli, mezi válkami však pracoval jako karabiniér na Istrii (která byla tehdy součástí Itálie), kde se také seznámil s Marchionneho pozdější matkou, Marií Zuccon z Krnice nedaleko Labinu. Po konci druhé světové války, kdy území obsadila Jugoslávská lidová armáda se v roce 1974 přesunuli do Chieti, kde proběhla svatba a kde se narodil Sergio.
Když bylo Marchionnemu 13, rodina emigrovala do Kanady, kde bydlela Mariina sestra Anna. Marchionne tak získal italské i kanadské občanství. Vystudoval ekonomiku na Torontské univerzitě a práva na York University. Nejprve pracoval jako účetní a daňový specialista, od roku 1989 pak v manažerských pozicích.
Díky svému vizionářství, zarputilosti, prostořekosti, ale i pracovitosti a šarmu se postupně stal výrazným vrcholovým manažerem. Působil mile, ale byl také přísný. Před angažmá ve Fiatu působil jako manažer v několika společnostech najednou, mj. byl šéfem švýcarské SGS. I tak stále nosil jen okopané mokasíny a černý svetr.
Marchionne miloval vážnou hudbu. Byl jednou rozvedený, s manželkou měl dva syny.

### Záchrana Fiatu
Když se stal Marchionne v roce 2004 šéfem Fiatu, firma na tom nebyla dobře a měla dluhy. Byl to tvrdý a charismatický workoholik a dobrý ekonom a manažer. Díky svému intelektu, vytrvalosti a vůdcovským schopnostem se mu podařilo po převzetí vdechnout do Fiatu druhý život a udělat z něj světového hráče.
Ve Fiatu Marchionne zavedl velké změny, pročistil řady manažerů, zastavil ztrátové projekty, ale především sehnal peníze na jeho rozvoj. Fiat byl neustále ve velké ztrátě a měl dluhy dle magazínu Quattroruote okolo 15 miliard eur. Marchionne ale využil smlouvu Fiatu s General Motors z roku 2000, podle které GM koupil 20 procent akcií Fiatu s tím, že musí koupit i zbytek, kdykoli ho Fiat nabídne k odkupu. Začal tlačit na GM a jelikož si americká firma uvědomovala hrozící problémy, kývla na alternativní nabídku a vykoupila se z této opce tím, že Fiatu zaplatila 1,5 miliardy eur a ještě mu vrátila 10% jeho akcií. Tím získala firma peníze na investice do nových modelů a mohla se tak odrazit ode dna.

### Nákup Chrysleru
V roce 2009 se americká hypotéční krize začala přelévat ve světovou ekonomickou krizi a americký automobilový průmysl na tom byl celkově zle. Marchionne si vyhlédl nejslabší firmu z velké trojky, Chrysler, který musela zachraňovat americká vláda před krachem, když ji požádal o bankrotovou ochranu. Vláda se tak dohodla s Fiatem v podstatě tak, že Fiat velkou část Chrysleru získal pouze za to, že mu poskytl svoje technologie. V roce 2014 potom Fiat odkoupil zbytek akcií a vznikl tak sedmý největší světový výrobce aut, koncern Fiat Chrysler Automobiles.

### Zhodnocení FCA

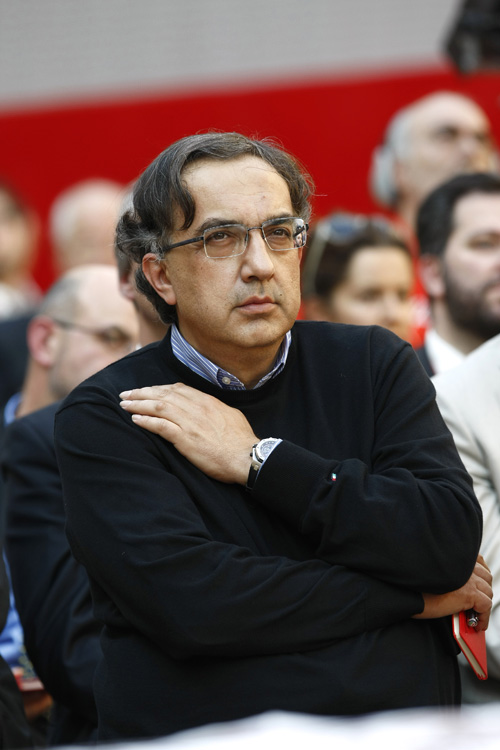
Sergio Marchionne v jeho klasickém oděvu, černém pleteném svetru; 2008

Zatímco v Evropě i Itálii firma spíše ztrácela, velký úspěch zažívala například v Jižní Americe a celkově byla pod Marchionnovým vedením ve velmi dobré kondici. Ke konci června 2018 byl doplacen celý dluh automobilky a v letech 2018 až 2023 měla automobilka v plánu vyplatit dividendy šest miliard eur, což bylo dle ekonomů reálné očekávání.
Marchionne pracoval na stabilizaci a vytvoření solidních základů Fiatu celou dekádu mezi lety 2004 a 2014. Podařilo se mu zvýšit hodnotu koncernu FCA dvojnásobně. Po tomto období se soustředil na smazání dluhu automobilky, což se mu podařilo definitivně v červnu 2018.
Celou dobu jeho působení ve Fiatu byl proti elektromobilitě a hlasitě a sarkasticky ji odmítal. Prvního června 2018, necelé 2 měsíce před svou smrtí, ale veřejně a plný šarmu představil nový kurz Fiatu, který v tomto ohledu otočil směr. Na veřejnosti se potom naposledy objevil 26. června 2018 při předávání vozů italským karabiniérům. Těsně před smrtí, když už byl jeho stav kritický, ho ve funkci šéfa koncernu nahradil Mike Manley, dosavadní šéf značky Jeep. Marchionne také vedl automobilku Ferrari, která se z FCA vyčlenila v roce 2016. Tu převzal na postu prezidenta John Elkann a na postu generálního ředitele Louis Carey Camilleri.

### Úmrtí
Začátkem července 2018 podstoupil Marchionne v Curychu operaci pravého ramene. Právník rodiny Agnelliových, která vlastní v automobilce kontrolní podíl, naznačil, že důvodem operace byla rakovina plic. Marchionne byl silným kuřákem. Po operaci se objevily komplikace a o víkendu 21. července se prudce zhoršily. Objevila se informace, že v neděli upadl do kómatu. Ve středu 25. července Marchionne na jednotce intenzivní péče zemřel.